# 布雷塞 (伊勒-维莱讷省)
布雷塞（法語：Brécé，法語發音：[bʁese]）是法国伊勒-维莱讷省的一个市镇，位于该省中部偏东，属于雷恩区和雷恩都会区，其市镇面积为7.16平方公里，2022年1月1日时人口数量为2185人。
布雷塞是雷恩都会区的组成部分，位于雷恩市区以东。

## 行政
布雷塞的邮政编码为35530，INSEE市镇编码为35039。

## 地理

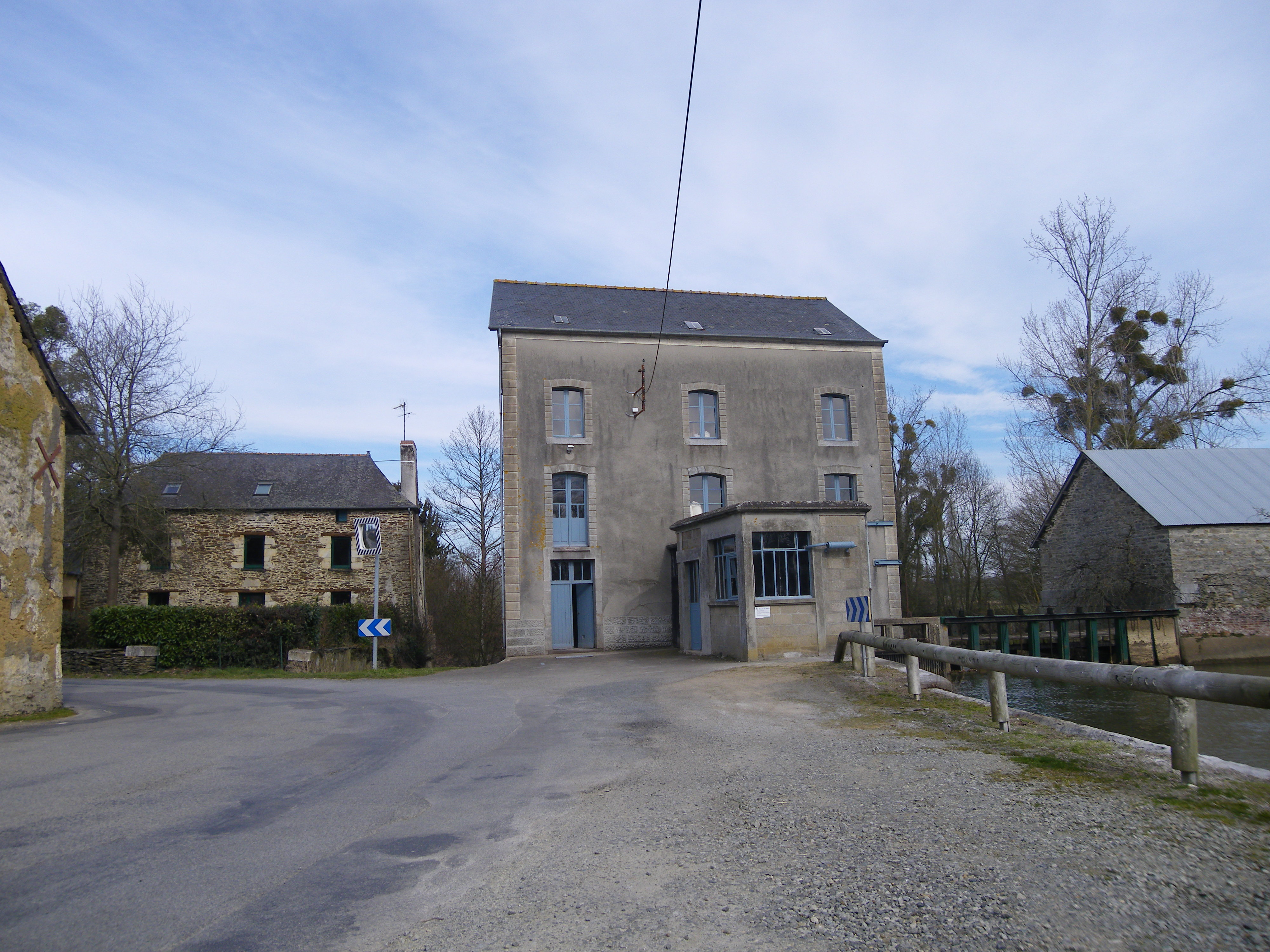
布雷塞镇中心的一处磨坊

布雷塞（48°6'32"N, 1°28'57"W）位于法国西北部，布列塔尼大区东部和伊勒-维莱讷省中部偏东，距离省会雷恩大约17公里。
与布雷塞接壤的市镇包括：阿西涅、维莱讷河畔努瓦亚勒、维莱讷河畔塞尔翁。
布雷塞境内地势平坦，海拔在32至73米之间。
维莱讷河自东向西从布雷塞镇中心经过。
按照柯本气候分类法，布雷塞属于较为典型的温带海洋性气候，全年温差较小，降水分布均匀。

## 交通
法国国道N157线经过境内南部并设有一个出入口，另有伊勒-维莱讷省省道D286线和D486线在布雷塞境内交汇。雷恩公交67路和快167线经过布雷塞境内并设有站点。巴黎－布雷斯特铁路经过境内，但没有设置车站。

## 政治
现任布雷塞市长为克里斯托夫·舍旺斯先生（Christophe Chevance）。

## 人口
| 年份   | 1936 | 1946 | 1954 | 1962 | 1968 | 1975 | 1982 | 1990  | 1999  | 2004  | 2009  | 2014  | 2018  |
| ------ | ---- | ---- | ---- | ---- | ---- | ---- | ---- | ----- | ----- | ----- | ----- | ----- | ----- |
| 人口數 | 419  | 445  | 464  | 434  | 454  | 630  | 835  | 1,128 | 1,561 | 1,568 | 1,896 | 2,097 | 2,083 |